# Kojetín (kraj Wysoczyna)
Kojetín – wieś i gmina w Czechach, w powiecie Havlíčkův Brod, w kraju Wysoczyna. 1 stycznia 2014 liczyła 156 mieszkańców.